# بارني جيبسون
بارني جيبسون (31 مارس 1996 في المملكة المتحدة - ) (بالإنجليزية: Barney Gibson)‏ هو لاعب كريكت بريطاني. لعب مع نادي مقاطعة يوركشاير للكريكت ‏.

## وصلات خارجية
- بارني جيبسون على موقع إي آس بي آن كريك إنفو (الإنجليزية)